# 松田尚之

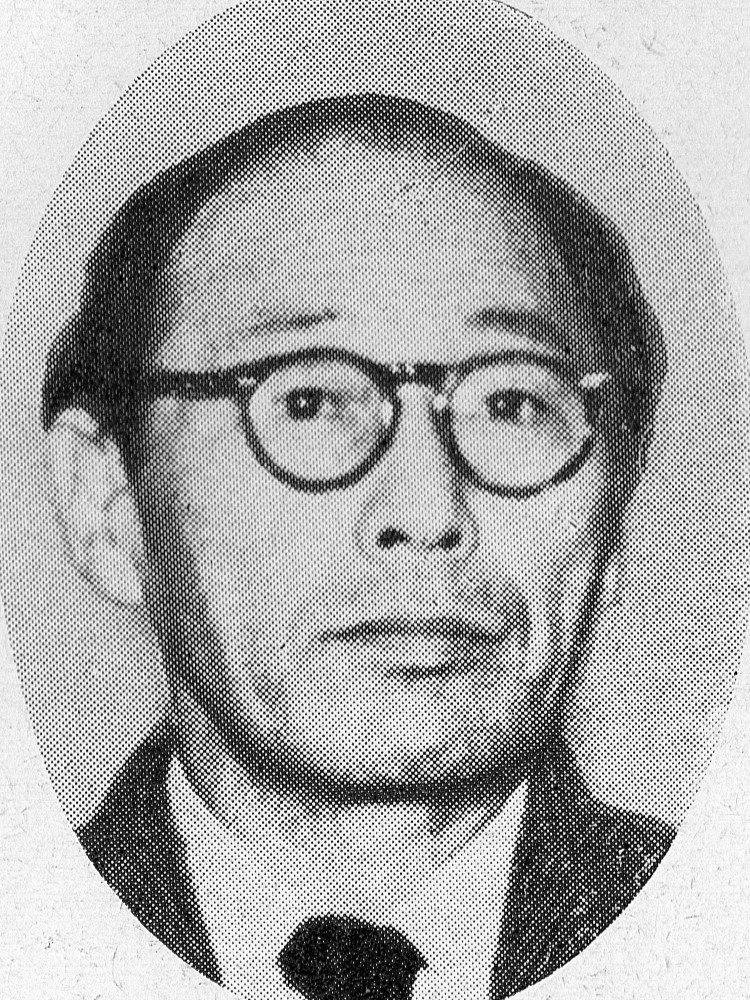
松田尚之

松田 尚之（まつだ なおゆき、1898年〈明治31年〉9月4日 - 1995年〈平成7年〉3月29日）は、彫刻家、日本芸術院会員。京都学芸大学教授、金沢美術工芸大学教授を歴任。

## 経歴
富山県出身。1922年東京美術学校彫刻科卒、帝展に出品、1926、1927年特選。1930年京都帝国大学講師。1932年帝展審査員。1935年京都市立美術工芸専門学校教諭。文展に出品、1943年同審査委員。1946年日展審査員。1951年金沢美術工芸大学教授。1952年京都学芸大学教授。1958年日本芸術院賞受賞、日展評議員。1968年日本芸術院会員、日展理事、1969年同常務理事、1970年勲三等瑞宝章受章、1975年日展顧問。

## 作品

『六体の人物像』、2005年撮影。

- 六体の人物像[2]